# حفيرة صماخ
 حفيرة صماخ  هو مركزٌ إداري تابعٌ لمحافظة الرين في منطقة الرياض، ويصنف من فئة (ب) ورمزه 1494.